# Кнути
Кнути́ — село в Україні, у Сосницькій селищній громаді Корюківського району Чернігівської області. Населення становить 160 осіб. До 2017 орган місцевого самоврядування — Пекарівська сільська рада.

## Історія
Поселення юхнівської культури.
На початку 18 ст. — 34 двори. 1810 р. — 42 хати, 130 ревізьких душ, церква. Жителі ловлять рибу. 1885 р. — 233 жителі у 46 дворах, церква. За переписом 1897 р. — 62 двори, 325 жителів. У 1924 р. — 103 двори і 603 жителі. За переписом 2001 року проживало 277 осіб. У 2014 р. — 160 жителів. За переказом тут стояли конюшні, куди направляли на покарання підданих кнутами.
12 червня 2020 року, відповідно до розпорядження Кабінету Міністрів України № 730-р «Про визначення адміністративних центрів та затвердження територій територіальних громад Чернігівської області», увійшло до складу Сосницької селищної громади.
19 липня 2020 року, в результаті адміністративно-територіальної реформи та ліквідації Сосницького району, увійшло до складу Корюківського району Чернігівської області.

## Відомі люди
Степаненко Вадим—український військовослужбовець, учасник російсько-української війни.